# Asphondylia rubicunda
Asphondylia rubicunda är en tvåvingeart som först beskrevs av Frederick Askew Skuse 1888.  Asphondylia rubicunda ingår i släktet Asphondylia och familjen gallmyggor. Inga underarter finns listade i Catalogue of Life.